# Wu Ziniu
Wu Ziniu, chiń. 吳子牛 (ur. 3 listopada 1953 w Leshanie) – chiński reżyser i scenarzysta filmowy. Znany z upodobania do filmów wojennych reprezentant tzw. piątego pokolenia chińskich twórców filmowych, którzy ukończyli uczelnię w Pekinie na początku lat 80.
Jego dramat wojenny o konflikcie z Japonią pt. Wieczorny dzwon (1989) otrzymał Srebrnego Niedźwiedzia – Nagrodę Specjalną Jury na 39. MFF w Berlinie.